# Oliver Cooper
Oliver Joseph Cooper (Derby, 14 dicembre 1999) è un calciatore inglese naturalizzato gallese, centrocampista dello Swansea City e della nazionale gallese.

## Carriera

### Club
Cresciuto nel settore giovanile dello Swansea City, debutta in prima squadra il 9 gennaio 2021, in occasione dell'incontro di FA Cup vinto per 0-2 contro lo Stevenage. Il 23 gennaio realizza la sua prima rete con la squadra, nell'incontro di FA Cup vinto per 5-1 contro il Nottingham Forest. Il 10 aprile ha esordito in Championship, disputando l'incontro vinto per 0-3 contro il Millwall.
Il 31 agosto 2021 viene ceduto in prestito al Newport County.

### Nazionale
Ha giocato nelle nazionali giovanili gallesi Under-19 ed Under-21.
Il 14 marzo 2023 viene convocato per la prima volta dalla nazionale maggiore gallese, con cui ha esordito 14 giorni dopo disputando l'incontro vinto per 1-0 contro la Lettonia, valido per le qualificazioni a Euro 2024.

## Statistiche

### Presenze e reti nei club
Statistiche aggiornate al 28 marzo 2023.
| Stagione            | Squadra             | Campionato          | Campionato | Campionato | Coppe nazionali | Coppe nazionali | Coppe nazionali | Coppe continentali | Coppe continentali | Coppe continentali | Altre coppe | Altre coppe | Altre coppe | Totale | Totale |
| Stagione            | Squadra             | Comp                | Pres       | Reti       | Comp            | Pres            | Reti            | Comp               | Pres               | Reti               | Comp        | Pres        | Reti        | Pres   | Reti   |
| ------------------- | ------------------- | ------------------- | ---------- | ---------- | --------------- | --------------- | --------------- | ------------------ | ------------------ | ------------------ | ----------- | ----------- | ----------- | ------ | ------ |
| 2020-2021           | Swansea City        | FLC                 | 3          | 0          | FACup+CdL       | 2+0             | 1+0             |                    | -                  | -                  |             | -           | -           | 5      | 1      |
| 2021-2022           | Newport County      | FL2                 | 33         | 1          | FACup+CdL       | 1+0             | 0               |                    | -                  | -                  | FLT         | 1           | 0           | 35     | 1      |
| 2022-2023           | Swansea City        | FLC                 | 33         | 5          | FACup+CdL       | 2+1             | 1+0             |                    | -                  | -                  |             | -           | -           | 36     | 6      |
| Totale Swansea City | Totale Swansea City | Totale Swansea City | 36         | 5          |                 | 5               | 2               |                    | -                  | -                  |             | -           | -           | 41     | 7      |
| Totale carriera     | Totale carriera     | Totale carriera     | 69         | 6          |                 | 6               | 2               |                    | -                  | -                  |             | 1           | 0           | 76     | 8      |

### Cronologia presenze e reti in nazionale
| Cronologia completa delle presenze e delle reti in nazionale ― Galles | Cronologia completa delle presenze e delle reti in nazionale ― Galles | Cronologia completa delle presenze e delle reti in nazionale ― Galles | Cronologia completa delle presenze e delle reti in nazionale ― Galles | Cronologia completa delle presenze e delle reti in nazionale ― Galles | Cronologia completa delle presenze e delle reti in nazionale ― Galles | Cronologia completa delle presenze e delle reti in nazionale ― Galles | Cronologia completa delle presenze e delle reti in nazionale ― Galles |
| Data                                                                  | Città                                                                 | In casa                                                               | Risultato                                                             | Ospiti                                                                | Competizione                                                          | Reti                                                                  | Note                                                                  |
| --------------------------------------------------------------------- | --------------------------------------------------------------------- | --------------------------------------------------------------------- | --------------------------------------------------------------------- | --------------------------------------------------------------------- | --------------------------------------------------------------------- | --------------------------------------------------------------------- | --------------------------------------------------------------------- |
| 28-3-2023                                                             | Cardiff                                                               | Galles                                                                | 1 – 0                                                                 | Lettonia                                                              | Qual. Euro 2024                                                       | -                                                                     | 90+2’                                                                 |
| 6-9-2024                                                              | Cardiff                                                               | Galles                                                                | 0 – 0                                                                 | Turchia                                                               | UEFA Nations League 2024-2025 - 1º turno                              | -                                                                     | 88’                                                                   |
| 9-9-2024                                                              | Nikšić                                                                | Montenegro                                                            | 1 – 2                                                                 | Galles                                                                | UEFA Nations League 2024-2025 - 1º turno                              | -                                                                     | 60’                                                                   |
| 11-10-2024                                                            | Reykjavík                                                             | Islanda                                                               | 2 – 2                                                                 | Galles                                                                | UEFA Nations League 2024-2025 - 1º turno                              | -                                                                     |                                                                       |
| 14-10-2024                                                            | Cardiff                                                               | Galles                                                                | 1 – 0                                                                 | Montenegro                                                            | UEFA Nations League 2024-2025 - 1º turno                              | -                                                                     | 89’                                                                   |
| Totale                                                                |                                                                       | Presenze                                                              | 5                                                                     |                                                                       | Reti                                                                  | 0                                                                     |                                                                       |